# Viceland
Vice tv (geschreven als VICE tv) is een internationale televisiezender die in handen is van Vice Media. Vice tv werd onder de naam Viceland gelanceerd op 29 februari 2016 in Amerika en Canada. Op 19 september 2016 werd in het Verenigd Koninkrijk een versie gelanceerd, Frankrijk volgde op 23 november 2016. Ook werd er een Australische versie gelanceerd op 15 november 2016 onder de naam SBS Viceland als opvolger van SBS 2.
Vice tv was van 1 maart 2017 tot 24 augustus 2020 actief in België en Nederland. De Nederlandse en Vlaamse versie hebben op 24 augustus 2020 hun uitzendingen gestaakt.

## Vice tv in België en Nederland
Op 1 maart 2017 begonnen de uitzendingen van Viceland in Vlaanderen om 06:00 uur en in Nederland om 06:30 uur. Het eerste programma was een aangepaste versie van Viceland Census. De programmering in Vlaanderen en Nederland is hetzelfde, maar er zijn verschillen in reclames en stemmen. De eerste drie maanden was de zender in België (Vlaanderen) exclusief te zien geweest via Telenet en in Nederland via Ziggo. Vanaf 1 juni 2017 volgde er in België een Franstalige versie en was Viceland ook te zien via Proximus TV. Op 25 oktober 2017 waren de Belgische providers VOO en Orange ook begonnen met de uitzending. De Nederlandse provider Caiway heeft Vice tv per 15 juni 2017 toegevoegd. En op 18 juli 2018 waren KPN en T-Mobile Thuis begonnen met de distributie van Viceland in hun aanbod. Hiermee had Vice tv in zowel Nederland als België nationale distributie. Op 1 november 2019 werd Viceland omgedoopt tot VICE tv. VICE Media Group heeft bekend gemaakt dat VICE tv op 24 augustus 2020 haar uitzendingen heeft gestaakt. In Franstalig België zal VICE tv wel blijven bestaan.

## Programma's

### Lokale programma's
- Viceland Census België (België alleen)
- Viceland Census Nederland (Nederland alleen)

### Internationale programma's
De internationale programmering bestaat uit onder andere:
- Archer
- Balls Deep
- Black Market
- Cyberwar
- F*ck, That's Delicious
- Gaycation
- Hate Thy Neighbour
- Huang's World
- Needles & Pins
- States of Undress
- The Islamic State
- The Joy of Painting with Bob Ross
- Vice
- Vice World of Sports